# Milinko Pantić
Milinko Pantić (Loznica, 5 settembre 1966) è un allenatore di calcio ed ex calciatore jugoslavo, dal 2006 serbo.

## Carriera

### Giocatore

#### Club
Ha giocato come centrocampista offensivo. Nelle sue prime sei stagioni da professionista milita nel Partizan Belgrado (con il quale vince due campionati jugoslavi ed una Coppa di Jugoslavia).
Nel 1991 si trasferisce ai greci del Panionios, dove ha giocato fino al 1995. Nell'estate del '95 l'allenatore serbo Radomir Antić lo fa ingaggiare dall'Atletico Madrid ed alla prima stagione arriva l'accoppiata Primera División/Coppa del Re; Pantic rimane poi a Madrid per altri due anni e in particolare riesce a vincere la classifica dei marcatori della UEFA Champions League 1996-1997, segnando 5 reti.
Nel 1998 si trasferisce ai francesi del Le Havre, dove rimane una stagione. Nel 1999 fa ritorno agli ateniesi del Panionios, dove dopo due stagioni conclude la propria carriera.

#### Nazionale
Ha collezionato 2 presenze nella nazionale jugoslava.

### Allenatore
Dal 1º luglio 2011 ha intrapreso la carriera di allenatore, guidando l'Atlético Madrid B.

## Statistiche

### Cronologia presenze e reti in nazionale
| Cronologia completa delle presenze e delle reti in nazionale ― Jugoslavia | Cronologia completa delle presenze e delle reti in nazionale ― Jugoslavia | Cronologia completa delle presenze e delle reti in nazionale ― Jugoslavia | Cronologia completa delle presenze e delle reti in nazionale ― Jugoslavia | Cronologia completa delle presenze e delle reti in nazionale ― Jugoslavia | Cronologia completa delle presenze e delle reti in nazionale ― Jugoslavia | Cronologia completa delle presenze e delle reti in nazionale ― Jugoslavia | Cronologia completa delle presenze e delle reti in nazionale ― Jugoslavia |
| Data                                                                      | Città                                                                     | In casa                                                                   | Risultato                                                                 | Ospiti                                                                    | Competizione                                                              | Reti                                                                      | Note                                                                      |
| ------------------------------------------------------------------------- | ------------------------------------------------------------------------- | ------------------------------------------------------------------------- | ------------------------------------------------------------------------- | ------------------------------------------------------------------------- | ------------------------------------------------------------------------- | ------------------------------------------------------------------------- | ------------------------------------------------------------------------- |
| 24-4-1996                                                                 | Belgrado                                                                  | Jugoslavia                                                                | 3 – 1                                                                     | Fær Øer                                                                   | Qual. Mondiali 1998                                                       | -                                                                         | 40’                                                                       |
| 14-12-1996                                                                | Valencia                                                                  | Spagna                                                                    | 2 – 0                                                                     | Jugoslavia                                                                | Qual. Mondiali 1998                                                       | -                                                                         | 75’                                                                       |
| Totale                                                                    |                                                                           | Presenze                                                                  | 2                                                                         |                                                                           | Reti                                                                      | 0                                                                         |                                                                           |

## Palmarès

### Giocatore

#### Club
- Campionato jugoslavo: 2

Partizan: 1985-1986, 1986-1987
- Coppa di Jugoslavia: 1

Partizan: 1988-1989
- Campionato spagnolo: 1

Atlético Madrid: 1995-1996
- Coppa di Spagna: 1

Atlético Madrid: 1995-1996

#### Individuale
- Capocannoniere Uefa Champions League: 1

Atlético Madrid: 1996-1997